# Rasna (Bresztovác)
Rasna (régi magyar neve Haraszt) falu Horvátországban Pozsega-Szlavónia megyében. Közigazgatásilag Bresztováchoz tartozik.

## Fekvése
Pozsegától légvonalban 14, közúton 15 km-re, községközpontjától légvonalban 8, közúton 9 km-re északnyugatra, Szlavónia középső részén, a Psunj-hegység lejtőin, a Rudinska-patak partján fekszik.

## Története
A középkorban 1422-ben („Hyast”), 1428-ban („Hraasth”) és 1454-ben („Harazth”) Haraszt néven az orjavai uradalom részeként említik. A falunak török uralom idején muzulmán lakossága volt, akik a felszabadítás során Boszniába távoztak, majd Boszniából érkezett pravoszláv vlachok telepedtek meg itt. 1698-ban „Razna” néven 5 portával szerepel a török uralom alól felszabadított szlavóniai települések összeírásában. Az első katonai felmérés térképén „Dorf Razna” néven látható. Lipszky János 1808-ban Budán kiadott repertóriumában „Rasna” néven szerepel. Nagy Lajos 1829-ben kiadott művében „Rasna” néven 12 házzal és 109 ortodox vallású lakossal találjuk. 1857-ben 127, 1910-ben 190 lakosa volt. 1910-ben a népszámlálás adatai szerint lakosságának 95%-a szerb, 5%-a horvát anyanyelvű volt. Pozsega vármegye Pozsegai járásának része volt. Az első világháború után 1918-ban az új szerb-horvát-szlovén állam, majd később (1929-ben) Jugoszlávia része lett. Iskoláját 1956-ban nyitották meg. Az áramot 1966-ban vezették be a településre. 1991-ben lakosságának 86%-a szerb, 12%-a horvát nemzetiségű volt. 2011-ben 7 lakosa volt.

## Lakossága
| Lakosság változása | Lakosság változása | Lakosság változása | Lakosság változása | Lakosság változása | Lakosság változása | Lakosság változása | Lakosság változása | Lakosság változása | Lakosság változása | Lakosság változása | Lakosság változása | Lakosság változása | Lakosság változása | Lakosság változása | Lakosság változása |
| ------------------ | ------------------ | ------------------ | ------------------ | ------------------ | ------------------ | ------------------ | ------------------ | ------------------ | ------------------ | ------------------ | ------------------ | ------------------ | ------------------ | ------------------ | ------------------ |
| 1857               | 1869               | 1880               | 1890               | 1900               | 1910               | 1921               | 1931               | 1948               | 1953               | 1961               | 1971               | 1981               | 1991               | 2001               | 2011               |
| 127                | 142                | 115                | 137                | 166                | 190                | 193                | 207                | 163                | 158                | 132                | 110                | 82                 | 65                 | 9                  | 7                  |